# William Pether
William Pether, né vers 1738 à Carlisle et mort le 19 juillet 1821 à Bristol est un peintre et graveur britannique renommé pour ses gravures à la manière noire.

## Biographie
William Pether est né vers 1738 à Carlisle, une ville du nord de l'Angleterre, proche de la frontière écossaise. Comme son cousin, le peintre paysagiste Abraham Pether (1756-1812), il s'intéresse très jeune à l'art. Il fait son apprentissage de la peinture et de la gravure auprès de Thomas Frye avec qui il s'associe en 1761, après avoir reçu un prix de la Société des Arts pour une œuvre réalisée en manière noire.

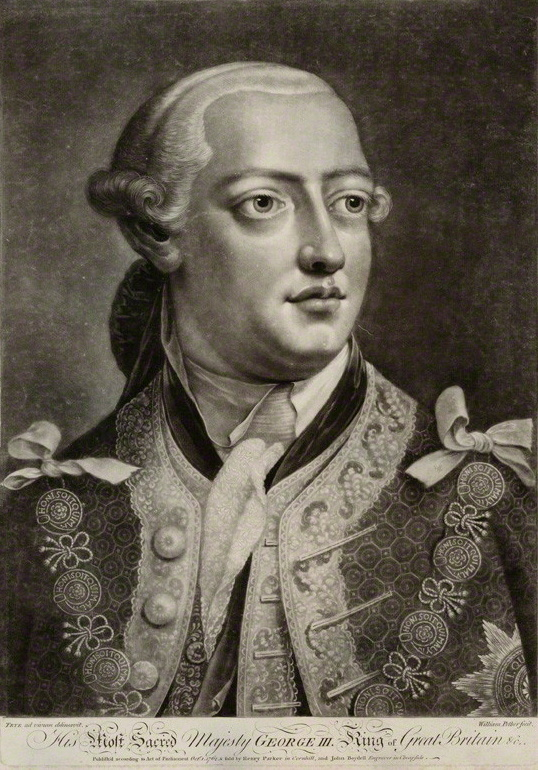
Portrait de George III, gravure d'après une peinture de Thomas Frye, 1762.

En 1762, il grave le portrait du roi George III d'après le tableau de Frye. Durant les quinze années qui suivirent, il grava de nombreuses reproductions de tableaux de grands artistes, comme Rembrandt, mais aussi de certains contemporains, notamment ceux de Joseph Wright de Derby dont les effets de clair-obscur l'ont profondément influencé. Il a gravé plus de 50 estampes, dont certaines furent éditées par John Boydell.
Lors de son séjour à Londres, Johann Jacobé a été fortement influencé par Richard Earlom et Pether, grâce auxquels Jacobé s'est spécialisé pour la manière noire, technique de prédilection des deux Anglais.
Il est élu membre de la Royal Academy en 1778 et meurt à Bristol le 19 juillet 1821.